# Айдаров, Алексей Петрович
Алексе́й Петро́вич Айда́ров (15 ноября 1974, Артёмовский, Свердловская область) — белорусский и украинский биатлонист. Заслуженный мастер спорта Республики Беларусь (1998).
Занимается биатлоном с 1984, с 2006 года представлял на международной спортивной арене Украину. Первым тренером был Сергей Фефелов. Тренером в юниорском возрасте был Игорь Петрович Свистельников. Начинал заниматься на лыжной базе «Снежинка» принадлежавшей Егоршинскому радиозаводу. Учился в средней школе № 56 станции Егоршино города Артемовский.
Алексей является спортсменом года Беларуси (1998), наряду с Владимиром Самсоновым и Иваном Иванковым.
10 июня 2008 года принял решение о завершении карьеры 
Выступал за «Динамо» Минск.

## Кубок мира
За Беларусь
- 1995—1996 — 48-е место
- 1996—1997 — 37-е место (48 очков)
- 1997—1998 — 12-е место (158 очков)
- 1998—1999 — 13-е место (237 очков)
- 1999—2000 — 23-е место (136 очков)
- 2000—2001 — 41-е место (81 очко)
- 2001—2002 — 44-е место (71 очко)
- 2002—2003 — 47-е место (67 очков)
- 2003—2004 — 35-е место (144 очка)
- 2004—2005 — 70-е место (20 очков)
- 2005—2006 — 31-е место (169 очков)

За Украину
- 2007—2008 — 39-е место (96 очков)